# SARSコロナウイルス2-カッパ株
SARSコロナウイルス2-カッパ株（サーズコロナウイルスツー カッパかぶ、英語: SARS-CoV-2 Kappa variant、別名: 系統 B.1.617.1、VUI‑21APR‑01）は、新型コロナウイルス感染症 (COVID-19) の原因ウイルスとして知られるSARSコロナウイルス2 (SARS-CoV-2) の変異株であり、系統 B.1.617の亜系統の1つである。2020年後半にインドで初めて検出された。
世界保健機関 (WHO) は注目すべき変異株 (VOI) に指定し、WHOラベルではカッパ株 (Kappa variant) に分類していたが、2021年9月にVOIから除外された。

## 分類

### 命名
2020年10月、この系統がインドで初めて記録され、後に系統 B.1.617.1 (lineage B.1.617.1) と命名された。2021年5月末、WHOは懸念される変異株 (VOC) や注目すべき変異株 (VOI) にギリシャ文字を使用する新しい方針を導入した後、系統 B.1.617.1に対しカッパ (κ:Kappa) のラベルを割り当てた。

### B.1.617の他の亜系統
B.1.61系統は、これまでにB.1.617.1 - 3の3つの亜系統に分類されており、このうち、B.1.617.1とB.1.617.2はWHOのラベルで、それぞれカッパ株 (Kappa variant) ・デルタ株 (Delta variant) に分類されている。 
B.1.617系統は、スパイクタンパク質にL452R、D614G、P681R変異を共通に有している。また、B.1.617.3はB.1.617.1で発見されたE484Q変異を共有しているが、B.1.617.2にはE484Q変異がない。
B.1.617.1（VUI-21APR-01）は、2021年4月にイングランド公衆衛生庁 (PHE) によって調査中の変異株 (VUI) に指定された。4月後半には、他の2つの変異株であるB.1.617.2 (VUI-21APR-02) とB.1.617.3 (VUI-21APR-03) が調査中の変異株 (VUI) として指定された。欧州疾病予防管理センター (ECDC) は、B.1.617の3つの副系統すべてを注目すべき変異株 (VOI) として維持する概要を発表し、「現在の措置の変更を検討する前に、これらのB.1.617系統に関連するリスクをより深く理解する必要がある」とした。
2021年5月6日、PHEは、少なくともB.1.1.7と同程度の感染・伝播性があると評価し、B.1.617.2系統を調査中の変異株 (VUI) から懸念される変異株 (VOC) に引き上げ、VOC-21APR-02と位置付けた。同年5月11日にはWHOが、B.1.617系統全体を注目すべき変異株 (VOI) から引き上げて、懸念される変異株 (VOC) に分類したが、6月に入ると公衆衛生上のリスクがより大きなB.1.617.2系統のみをVOCに分類（B.1.617.1を含む2亜系統は格下げ）するように改めている。以降、B.1.617.1系統はWHOによりVOIに分類されていたが、同年9月にVOIからも除外され監視すべき変異株 (VUM) となっており、さらに2022年4月時点ではVUMからも除外されている。

### 変異

スパイクタンパク質に焦点を当てたSARS-CoV-2のゲノムマップ上にプロットされたカッパ株のアミノ酸変異。

## 日本での感染確認
国立感染症研究所などでの全ゲノム解析で確認されたカッパ株の感染件数は、2021年8月30日時点で国内7件、検疫19件である。また、厚生労働省も同年9月9日、2020年12月以降の日本入国時における検疫でカッパ株の感染者が19人確認されていたことを明らかにした。